# Jozef Paulík
Jozef Paulík (Sóskút, 1931. március 30. – Pozsony, 2013. április 19.) szlovák régész, történész, muzeológus. A Bényi kincs megtalálója.

## Élete
1947-ben a családja repatriált és a lakosságcsere egyezmény keretén belül Csehszlovákiában telepedtek le. 1950-ben érettségizett, 1955-ben végezte el a Comenius Egyetem régész-történész szakát, majd a nyitrai Régészeti Intézetben kezdett el dolgozni. 1956-ban a Szlovák Régészeti Társaság alapító tagja volt. 1964-ben kandidátusi, 1967-ben akadémikusi fokozatot szerzett. Ekkor a pozsonyi Szlovák Nemzeti Múzeum munkatársa lett. Nyugdíjazása előtt a pozsonyi Városi Múzeummal is együttműködött a dévényi feltárásokon. Elszórtan bronzkorról tartott előadásokat a Comenius Egyetem régészet szakán. Számos kiállítás szerzője.
Elsősorban bronzkorral foglalkozott. Fejedelmi halomsírokat tárt fel Cabajcsáporon, Csekén, Fajkürtön, Koltán, Nagyrépényen, Ocskón, Sarlóskán és Tótmegyeren. Meghatározta a Csekei- és a Velaticei kultúra anyagi kultúráját.

## Elismerései és emlékezete
- 2015 Zborník SNM - Archeológia Supplementum 9

## Művei
- 1962 Život a umenie doby železnej na Slovensku (tsz. Mária Novotná, Blažej Benadík)
- 1966 Pohľady do minulosti Považia (tsz. Títus Kolník)
- 1969 Maďarsko-slovenský archeologický slovník
- 1969 Mohyla z mladšej doby brobzovej v Lužanoch. Zbor. SNM – História 9, 3-52.
- 1976 Keltské hradisko Pohanská v Plaveckom Podhradí. Bratislava
- 1980 Praveké umenie na Slovensku (Prähistorische Kunst in der Slowakei). Bratislava
- 1983 Osada z doby bronzovej v Pobedime (tsz. Etela Studeníková)
- 1989 Neskoroeneolitická mohyla v Šuranoch, okr. Nové Zámky. Archeologické rozhledy 41, 368-78. (tsz. Mária Novotná)
- 1993 Bronzom kované dejiny. Bratislava
- 2004 Devín v praveku (tsz. Veronika Plachá)